# Anton Fischer (Bobfahrer)
Anton Fischer (* 25. Juli 1954 in Ohlstadt) ist ein ehemaliger deutscher Bobfahrer.

## Karriere
Der für den SV Ohlstadt antretende Fischer gewann 1983 zusammen mit Hans Metzler die Deutsche Meisterschaft im Zweierbob. 1984 belegten die beiden den achten Platz bei den Olympischen Spielen 1984 in Sarajevo. Zusammen mit Franz Nießner und Uwe Eisenreich traten Fischer und Metzler auch mit dem Viererbob an, sie belegten den 14. Platz von 24 angetretenen Teams.
1985 siegten Fischer und Nießner bei den Deutschen Meisterschaften sowohl im Zweierbob als auch im Viererbob, wobei Uwe Eisenreich und Markus Söhnge die Crew im Viererbob ergänzten. 1986 trat Fischer mit Christoph Langen als neuem Anschieber an, die beiden gewannen von 1986 bis 1988 dreimal in Folge die Deutsche Meisterschaft im Zweierbob. Bei den Olympischen Spielen 1988 in Calgary erreichten Fischer und Langen den siebten Platz im Zweierbob, im Viererbob fuhren Fischer, Nießner, Eisenreich und Langen auf den elften Platz. Seinen letzten deutschen Meistertitel gewann Anton Fischer 1989 zusammen mit Jörg Huber, Richard Luxenburger und Christoph Langen im Viererbob. In den 1990er Jahren wurde Christoph Langen dann selber Bobpilot.